# Эджинкорт-хаус
Эджинкорт-хаус (англ. Agincourt House) — дом номер 1 по площади Эджинкор в уэльском городе Монмуте, фахверковый дом начала XVII века.
Здание сильно перестраивалась, но одна из сохранившихся у крыши деталей содержит указание на дату постройки — 1624 год. Эджинкорт-хаус — одно из зданий, входящих в список Тропы культурного наследия Монмута. 27 июня 1952 года дом получил статус II* культурного наследия Великобритании.
Этот дом показан на карте города от 1610 года, на плане улицы, которая должна была оставаться неизменной вплоть до XIX века. Современный фасад магазина относится к концу XIX века. С 1830 года и до конца XIX века это была скобяная лавка. В 1830 году владельцем был Иосия Коутс, который был кузнецом и работником по жести. С начала 1860-х и по 1883 год собственником был Джозеф Коутс, разместившим слова «Мебель» и «Скобяные изделия» на фасаде магазина по обе стороны от имени «Коутс». Он также взял на себя обязанности кузнеца, но он был также слесарем, звонарём и делал гвозди. Джозеф Коутс (ум. 1883) был певчим и церковным старостой в Монастырской церкви святой Марии. Говорят, что Джон Мейджор, премьер-министр Великобритании 1990—1997 годов, является потомком семьи Коутс.
С 1884 года дом был занят другим скобяными изделиями, а именно Уильямом Ханифилдом (Honeyfield), который был видным гражданином Монмута, даже мэром города в 1891-95 годы. Он также был масоном и одним из звонарей в Монастырской церкви святой Марии, и принял участие в десятичастном колокольном звоне, записанном на площади в четверг 1 июля 1896 года.
В 1919 году помещения были заняты YMCA, а в начале 1920-х годов — Cash & Co (производителями обуви). Надпись Cash & Co можно увидеть на мозаичном полу в передней двери подъезда. К 1934 году помещение перешло W. & E. Turner Ltd., Shoe Retailer. 'Le Gourmet'. «Le Gourmet», мясники, занимали магазин в 1980-х годах. После того, как они покинули помещения, дом был тщательно отреставрирован и получил награду Монмутского гражданского общества 16 октября 1991 года. С 1992 года до марта 2010 года в помещении были антикварный магазин, а в настоящее время (2012 год) — магазин одежды, с офисами на верхних этажах.